# Елена Ферранте
Елена Ферранте (італ. Elena Ferrante; 5 квітня 1943, Неаполь) — псевдонім італійської письменниці. Її книги одержали світове визнання, виграли низку нагород. Книги Ферранте, в оригіналі написані італійською, перекладено англійською, нідерландською, французькою, іспанською та багатьма іншими мовами. Ферранте найбільш відома завдяки книжковій серії «Неаполітанські романи» — циклу романів про двох подруг з Неаполя, які намагаються вирватися зі свого безглуздого середовища..
У 2016 році Ферранте увійшла до списку 100 найвпливовіших людей планети за версією журналу Time.

## Анонімність
Починаючи із 1992 року, коли вийшов перший роман письменниці «Неспокійне кохання», Ферранте повністю приховувала свою особу та уникала будь-якої публічності. Ніхто ніколи не бачив її фото, не брав інтерв'ю «наживо», не знав фактів біографії. Відтоді багато журналістів починали розслідування, робили здогадки та абсурдні висновки. Усі теорії не мали підтвердження та були заперечені видавництвом.
За словами письменниці, вона зберігає анонімність, оскільки «книги, після того, як вони написані, не мають потреби в авторах». Аби хоч якось задовольнити цікавість читачів, у 2003 році Ферранте видала документальну книгу «Frantumaglia», де вона розповіла про свій письменницький досвід та включила деякі листи з листування з редакторами свого видавництва.

## Екранізації
Два романи письменниці були екранізовані: за мотивами книги «Неспокійне кохання» (італ. L'amore molesto) у 1995 році знято фільм «Огидне кохання» (режисер Маріо Мартоне), а у 2005 році за мотивами роману «Дні самотності» (італ. I giorni dell'abbandono) — фільм із однойменною назвою (режисер Роберто Фаенца).

## Творчість
Серія Неаполітанські романи / L'amica geniale
- L'amica geniale / Моя неймовірна подруга (2011; переклад українською 2016, 2018).
- Storia del nuovo cognome / Історія нового імені (2012; переклад українською 2019).
- Storia di chi fugge e di chi resta / Історія втечі та повернення (2013; переклад українською 2020).
- Storia della bambina perduta / Історія втраченої дитини (2014; переклад українською 2021).

Інші твори
- L'amore molesto (1992; Назва українською: Неспокійне кохання)
- I giorni dell'abbandono (2002; Назва українською: Дні самотності)
- La frantumaglia (2003; Назва українською: Уламки)
- La figlia oscura (2006; Назва українською: Втрачена донька)
- La spiaggia di notte (2007; Назва українською: Пляж уночі)
- L’invenzione occasionale (2019; Назва українською: Випадкові винаходи)
- La vita bugiarda degli adulti (2019; Назва українською: Брехливе життя дорослих)

## Переклади українською
- Елена Ферранте. Моя неймовірна подруга (книга 1). Переклад з італійської: Анна Помєшкіна. Харків: КСД, 2016. 348 стор. ISBN 978-617-12-1487-3[4]
- Елена Ферранте. Моя неймовірна подруга (книга 1). Переклад з італійської: Любов Котляр. Харків: КСД, 2018. 352 стор. ISBN 978-617-12-5416-9[5]
- Елена Ферранте. Історія нового імені (книга 2). Переклад з італійської: Любов Котляр. Харків: КСД, 2019. 480 стор. ISBN 978-617-12-6702-2[6]
- Елена Ферранте. Історія втечі та повернення (книга 3). Переклад з італійської: Мар'яна Прокопович. Харків: КСД, 2020. 448 стор. ISBN 978-617-12-6128-0[7]
- Елена Ферранте. Історія втраченої дитини (книга 4). Переклад з італійської: Любов Котляр. Харків: КСД, 2021. 480 стор. ISBN 978-617-12-6129-7[8]

### Скандал навколо українського перекладу
Видавництво «Клуб сімейного дозвілля» вперше видало книжку Елени Ферранте «Моя неймовірна подруга» українською мовою у серпні 2016 року, а 18 жовтня того ж року оголосило на своїй сторінці у фейсбуці про припинення продажу цієї книжки. Причина полягала в низькій якості перекладу з італійської, який зробила Анна Помєшкіна. Про це, зокрема, свідчать зауваги перекладача Андрія Маслюха та журналістки й поетеси Ніки Новікової, подані у статті Дар'ї Кучеренко «„Клуб Сімейного Дозвілля“ вилучає наклад роману Елени Ферранте через неякісний переклад» (сайт «Друг читача»). Оновлене й виправлене видання мало вийти 2017 року, але вийшло у 2018-му.